# 台風ジェネレーション -Typhoon Generation-
『台風ジェネレーション -Typhoon Generation-』（たいふうジェネレーション タイフーン ジェネレーション）は、日本の男性アイドルグループ・嵐の通算3枚目となるシングル。2000年7月12日にポニーキャニオンから発売された。

## 概要
もともと表題曲のタイトルは、「グリーンヒル」の予定であった。しかし、事務所社長のジャニー喜多川の「かっこよすぎる」の一言により、このようなタイトルになった。
デビューシングル「A・RA・SHI」が櫻井翔のラップから始まり、セカンドシングル「SUNRISE日本」が大野智のソロから始まる為、「サードシングルはセリフから」とジャニー主導で決まり、二宮和也がセリフを言う事となった。セリフは二宮自身が考えたという。前半はバラードだが途中でテンポがだんだん速くなり後半はポップ・ミュージックになる。PVでも前半と後半でメンバーの衣装・髪型などを変えてイメージを作っている。PV監督は竹内鉄郎。
遠距離恋愛をテーマにしたラブソング。PVは映画『ウエストサイド物語』をイメージして撮影された。
初回限定盤には2大特典として嵐91cmクリアポスターと嵐ビデオコンサート参加券が封入されている。通常盤にはロングピクチャージャケットが封入されている。
嵐のシングルの内、オリコン週間チャートでTOP2を逃したのは本作のみ。

## 収録曲
1. 台風ジェネレーション -Typhoon Generation-
作詞：久保田洋司
作曲：馬飼野康二
編曲：大坪直樹
  - 嵐出演 ブルボン「プチシリーズ」CMソング
  - フジテレビ 2000年夏イベント「[o-daiba.com]お台場どっと混む!」イメージソング
2. 明日に向かって吠えろ
作詞：久世まりあ
作曲：谷本新
編曲：CHOKKAKU
  - シドニーオリンピック男子バレーボール 最終予選テーマソング
3. 台風ジェネレーション -Typhoon Generation-（オリジナル・カラオケ）
4. 明日に向かって吠えろ（オリジナル・カラオケ）

## 収録アルバム
- ARASHI NO.1 (ICHIGOU) -嵐は嵐を呼ぶ-（#14）
- 嵐 Single Collection 1999-2001（#5, 6）
- 5×10 All the BEST! 1999-2009（Disc1 #4）
- 5×20 All the BEST!! 1999-2019（Disc1 #4）
- ウラ嵐BEST 1999-2007（#2）

## 映像作品
台風ジェネレーション -Typhoon Generation-
- ARASHI AROUND ASIA Thailand-Taiwan-Korea（初回限定盤）
- ARASHI Anniversary Tour 5×10
- This is 嵐 LIVE 2020.12.31

明日に向かって吠えろ
- How's it going? SUMMER CONCERT 2003
- ARASHI AROUND ASIA+ in DOME
- ARASHI AROUND ASIA 2008 in TOKYO